# Herlev
Herlev è un centro abitato danese situato nella regione di Hovedstaden nel comune omonimo di cui è capoluogo.
La cittadina fa parte dell'area urbana di Copenaghen ed è situata nella pianura tra la capitale e Roskilde in una zona con falda elevata che nei primi anni dell'urbanizzazione creò problemi di allagamenti invernali.
Il centro della cittadina si trova in corrispondenza dell'antico villaggio, ne rimangono lo Hjulmandens Hus del 1814 sulle rive del laghetto e l'edificio dell'antica locanda Herløv Kro del  1863.
A nord del centro della cittadina si trova l'ospedale di Herlev, un'opera brutalista risalente al 1966-67 progettata da Gehrdt Bornebusch, Max Brüel e Jørgen Selchau e decorata internamente dall'artista Poul Gernes e nota per essere l'edificio più alto della Danimarca.